# 西郡観光バス

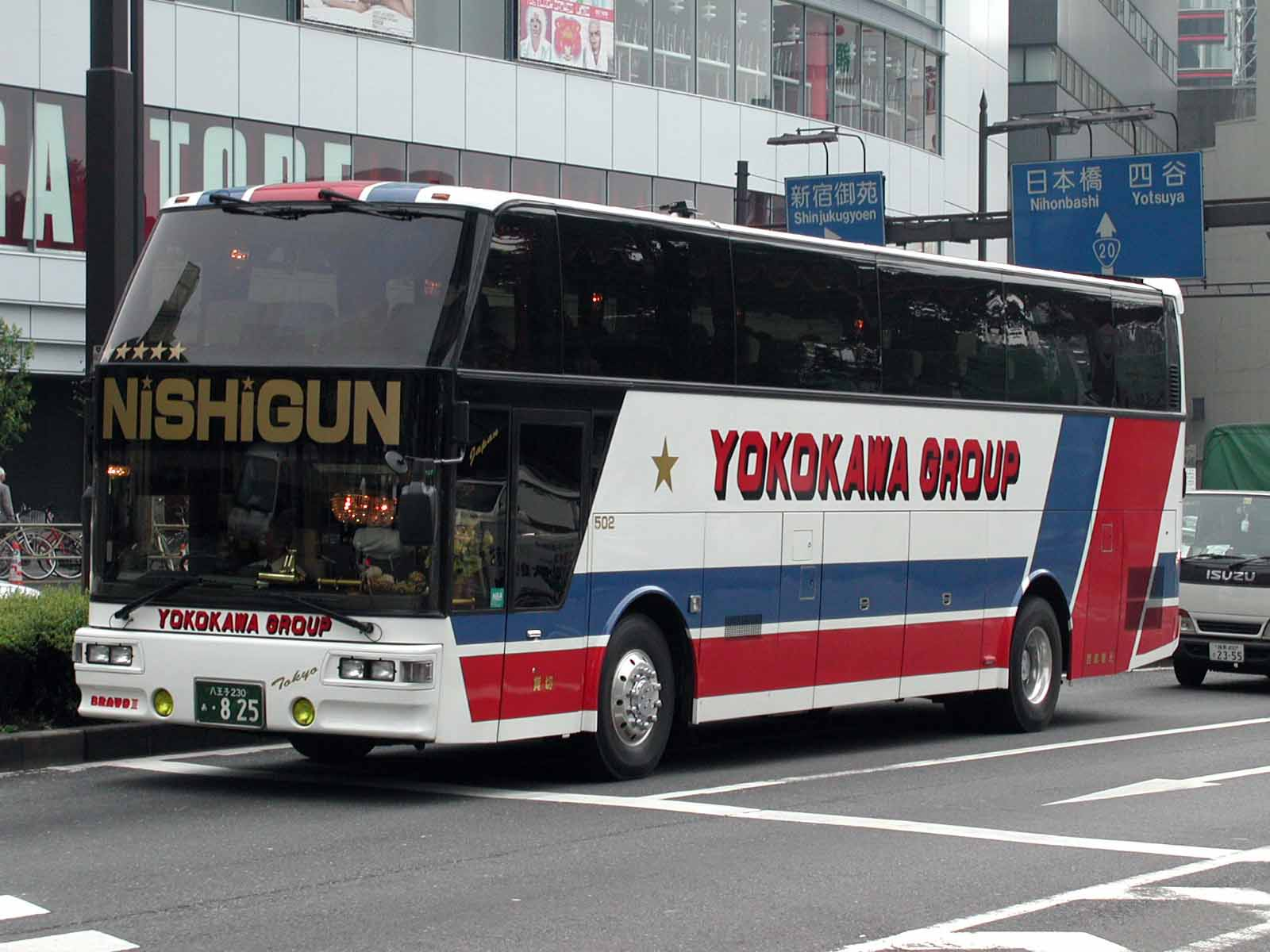
過去の車両「ブラヴォーI」
いすゞ・スーパークルーザー（富士重工業製車体架装）
イースタン観光からの移籍車（八王子ナンバー）

西郡観光バス株式会社（にしぐんかんこうバス）は、東京都西多摩郡檜原村に本社を置く、貸切バス専業のバス事業者である。日本バス協会傘下の東京バス協会会員。
2024年現在、会社公式ウェブサイトは設置されておらず、東京バス協会の事業者紹介ページには、檜原村観光協会の紹介ページURLが掲載されている。

## 概要
西郡観光バスと以下の2社で「横川グループ」を形成する。
- 横川観光 - タクシー事業ほか[5]
- 車茶屋 - 飲食店事業

代表者は曽祖父の代より馬力引き、運送業（横川運輸）、タクシー（横川交通→横川観光）と、代々車に関わる事業を生業としている家系の出身であり、これは同社系列の飲食店「車茶屋」の店名の由来ともなっている。

## 沿革
- 1991年 - 小型車両4台にて創業。[要出典]
- 1998年 - 同社初となる大型車両を導入。[要出典]
- 2018年12月19日 - 日本バス協会から貸切バス事業者安全性評価認定制度の認定を受ける[7]。
- 2019年7月26日 - 死亡事故発生により貸切バス事業者安全性評価認定制度の認定を取り消される[7]。
- 2022年12月19日 - 貸切バス事業者安全性評価認定制度に再認定される[8]。

## 本社・営業所
東京バス協会の会員事業者紹介ページには、住所および問い合わせ先として、昭島営業所の住所と電話番号が掲載されている。
本社
- 東京都西多摩郡檜原村本宿513番地[1][2] - 八王子ナンバー

昭島営業所
- 東京都昭島市中神町3丁目7-21[4][9][10] - 多摩ナンバー

神奈川営業所
- 神奈川県厚木市岡田1丁目14-50[11][12] - 相模ナンバー

## 車両
日野自動車・三菱ふそうトラック・バス製の車両を主力とし、ハイグレード車両を多数取り揃えている。新車・中古車問わず内外装に何らかの改装が加えられており、スタンダード車であっても他社フラッグシップ車両に相当するレベルとなっている。
京王観光主催の募集型企画旅行「キングツアー」専属車両も保有しており、これらの車両は専用カラーが採用されている。
バス車体には「YOKOKAWA GROUP」の英字ロゴが描かれていたが、2010年代後半頃からの導入車両は、従来の金華山織シートに替わり本革シートを採用し、車体ロゴも「Nishigun Kanko」に変更されている。
2019年時点での保有車両は30台。

## 関連会社
- 横川観光
- 車茶屋